# Mannerheim marsall lovas szobra
Mannerheim marsall lovas szobra bronzszobor Helsinki központjában, a főposta mellett. Aimo Tukiainen alkotása, amelyet 1960-ban emeltek Carl Gustaf Emil von Mannerheim, Finnország marsallja emlékére.
A szobor magassága 5,4 méter. A gránitalapzat magassága 6,3 méter, hossza 6,3 méter és szélessége 2,72 méter.
Mannerheim Finnország szimbolikus alakja volt az 1918-as finn polgárháború óta, és pozíciója csak erősödött a második világháború éveiben. A lovasszobor első tervei már 1937-ben elkészültek, és megindult a gyűjtés az anyagi források biztosítására. A marsall 1951-ben bekövetkezett halála után a Helsinki Egyetem diákszövetsége újra felkarolta a szobor ügyét. Az adománygyűjtő kampány során több mint 78 millió márka gyűlt össze 737 503 adományozótól. Az összeg nem csak a szobor állítására volt elegendő, hanem arra is, hogy megvásárolják Mannerheim szülőházát, amelyet múzeummá alakítottak át.
A szobor elkészítésére pályázatot írtak ki, amelynek végén a megbízást Aimo Tukiainen kapta. Tukiainen realisztikus és részletes szobrot készített a lovon ülő marsallról. A szobor leleplezésekor a művészvilág elavultnak tartotta; kortárs műveiben maga Tukiainen is eltávolodott a realizmustól.

## Fordítás
Ez a szócikk részben vagy egészben  az   Equestrian statue of Marshal Mannerheim című angol Wikipédia-szócikk ezen változatának fordításán alapul.  Az eredeti cikk szerkesztőit annak laptörténete sorolja fel. Ez a jelzés csupán a megfogalmazás eredetét és a szerzői jogokat jelzi, nem szolgál a cikkben szereplő információk forrásmegjelöléseként.